# 秦舜翰
秦舜翰（1539年—？），字國宗，號鷺坡，福建泉州府晉江縣人，官籍，祖籍直隸鳳陽府定遠縣，明朝政治人物。

## 生平
嘉靖四十年（1561年）辛酉科福建鄉試第二十七名舉人，隆慶二年（1568年）中式戊辰科三甲第一百三十九名進士。授广东海阳县知县，六年正月选授刑科给事中，七月出为四川按察司佥事，萬曆四年（1576年）二月升广西左参议，为御史陆万钟论劾，五年九月以原职调用。八年正月调任贵州右参议，十年八月考察以乖戾降调。官至广西按察使司副使。

## 家族
曾祖秦熙；祖父秦煒；父秦廷帷。前母蔡氏；母楊氏。永感下。兄秦舜岳（副千戶）。